# Begraaf- en gedenkplaats Oldenzaalsestraat

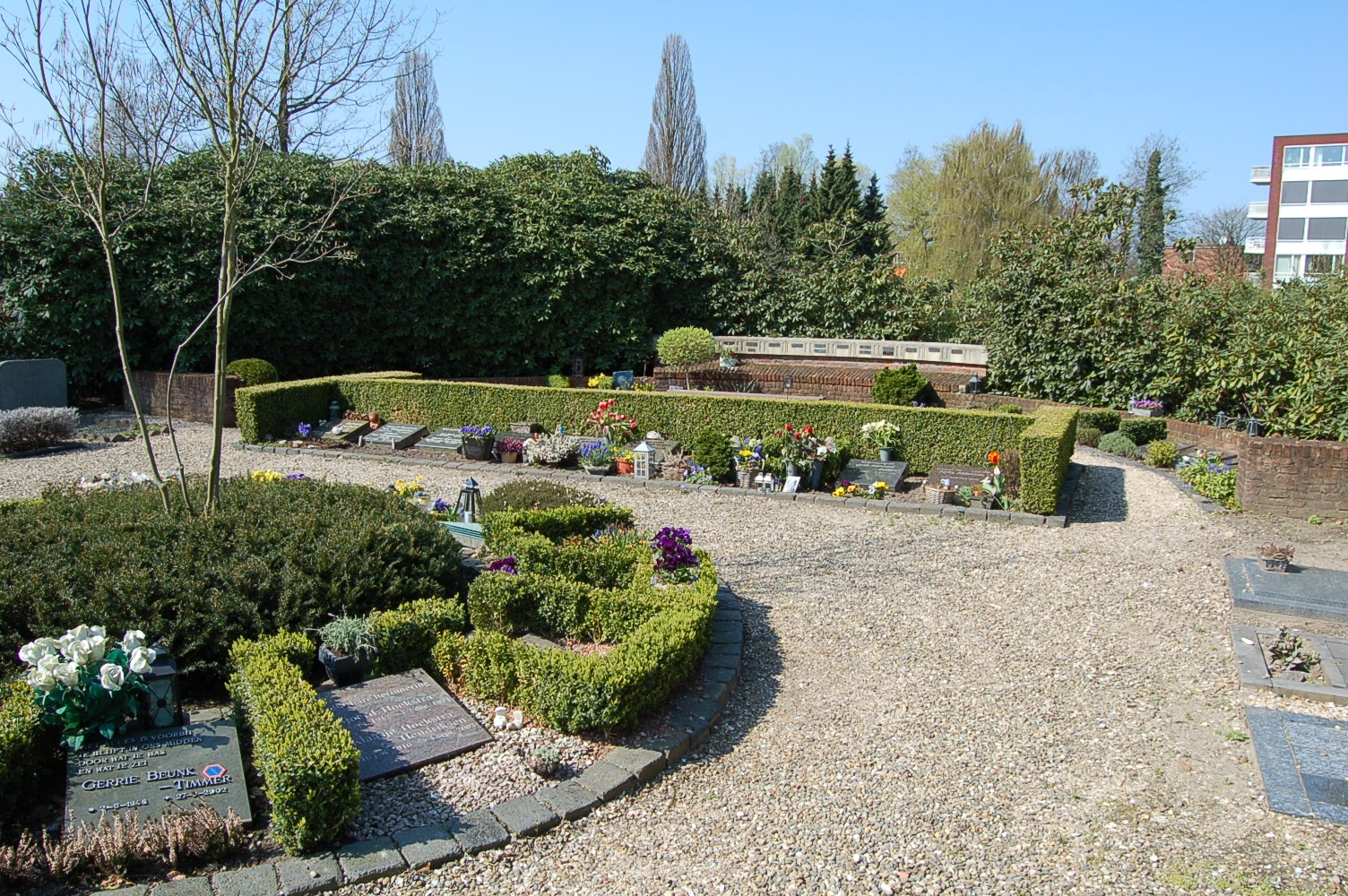
Begraaf- en gedenkplaats Oldenzaalsestraat

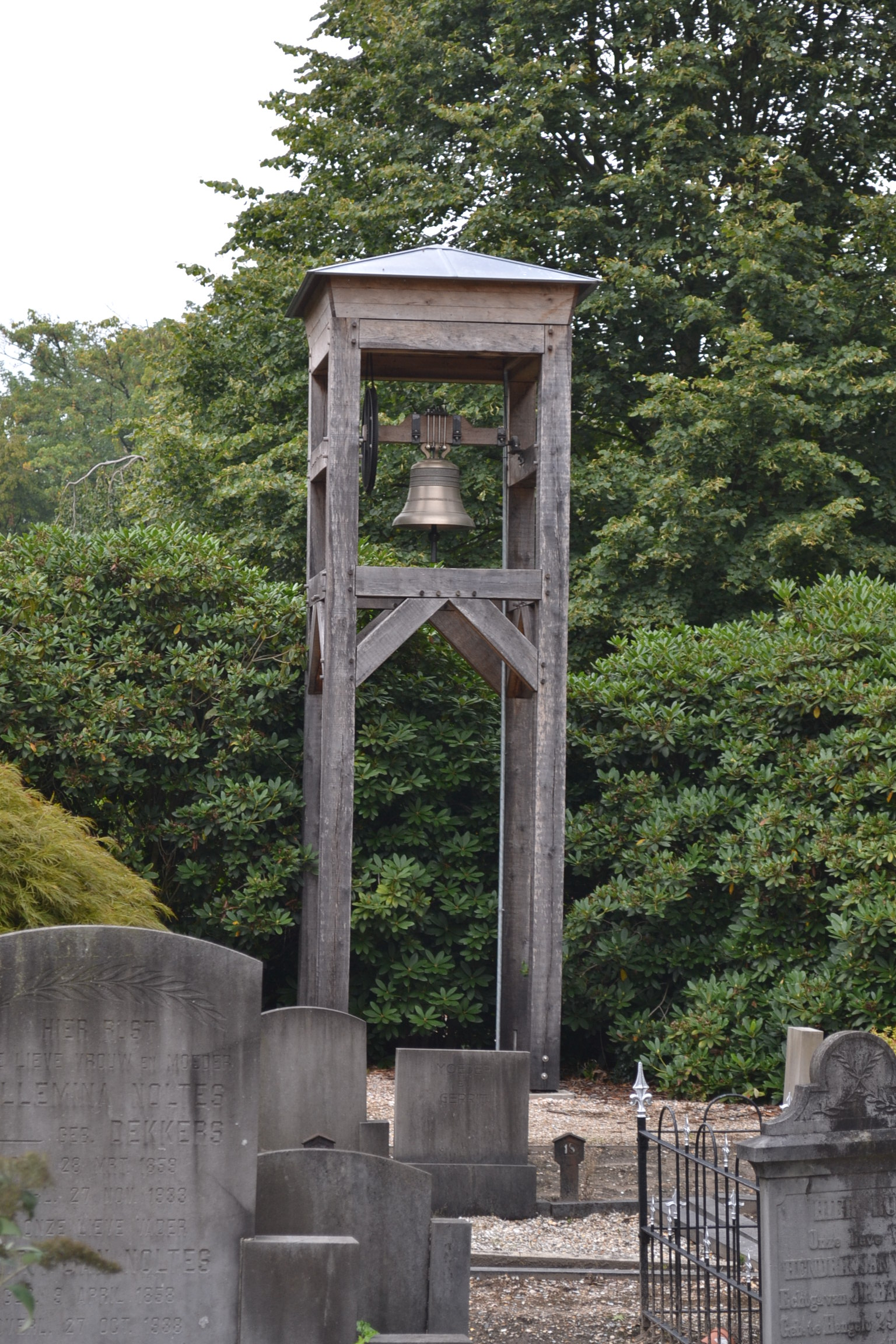
Klokkenstoel begraaf- en gedenkplaats Oldenzaalsestraat

De begraaf- en gedenkplaats Oldenzaalsestraat is een begraafplaats in Hengelo, opgericht en in gebruik genomen in 1910. De laatste uitbreiding van deze algemene begraafplaats vond plaats in 1984. De begraafplaats beslaat een oppervlakte van tien hectare en bevat ruim 8700 graven. Er zijn ook verschillende asbestemmingen, zoals een urnenkelder, urnennis en strooiveld. Elk jaar wordt een lichtjestocht gehouden ter nagedachtenis van overledenen die begraven zijn in het begraaf- en gedenkpark.

## Ontwerp
Er zijn twee delen te onderscheiden. Een zuidelijk deel, waar zich de hoofdingang bevindt, en een noordelijk deel. Deze delen worden gescheiden door een ontwateringssloot. Het centrum van het zuidelijke deel is het oudste gedeelte van de begraafplaats. Het is symmetrisch van opzet, met voornamelijk ronde vormen en een parkachtige uitstraling door de zware boombeplanting. Leonard Springer (1855-1940) heeft de parkachtige uitstraling van het oudste gedeelte van de begraafplaats ontworpen. Dit oude gedeelte is een gemeentelijk monument. Het noordelijke deel is strakker en moderner van vormgeving en bestaat uit compartimenten die door ontsluitingen en beplantingen van elkaar gescheiden zijn.

## Opmerkelijke graven
Bekende personen die veel voor Hengelo hebben betekend, kregen aan de Oldenzaalsestraat hun laatste rustplaats. 
- Gerrit Bennink
- Jules Haeck, verzetstrijder
- Floris Hazemeyer
- Familie De Monchy
- Nicolaas Walle Maas
- Karel Muller
- Kees Verheul

Ook de grafkelder van de familie Stork is te vinden op de begraafplaats. Tevens zijn er enkele oorlogsgraven uit de Tweede Wereldoorlog, onder meer van de verzetsstrijder Jules Haeck en van vijf gesneuvelde Engelse militairen.

## Foto's

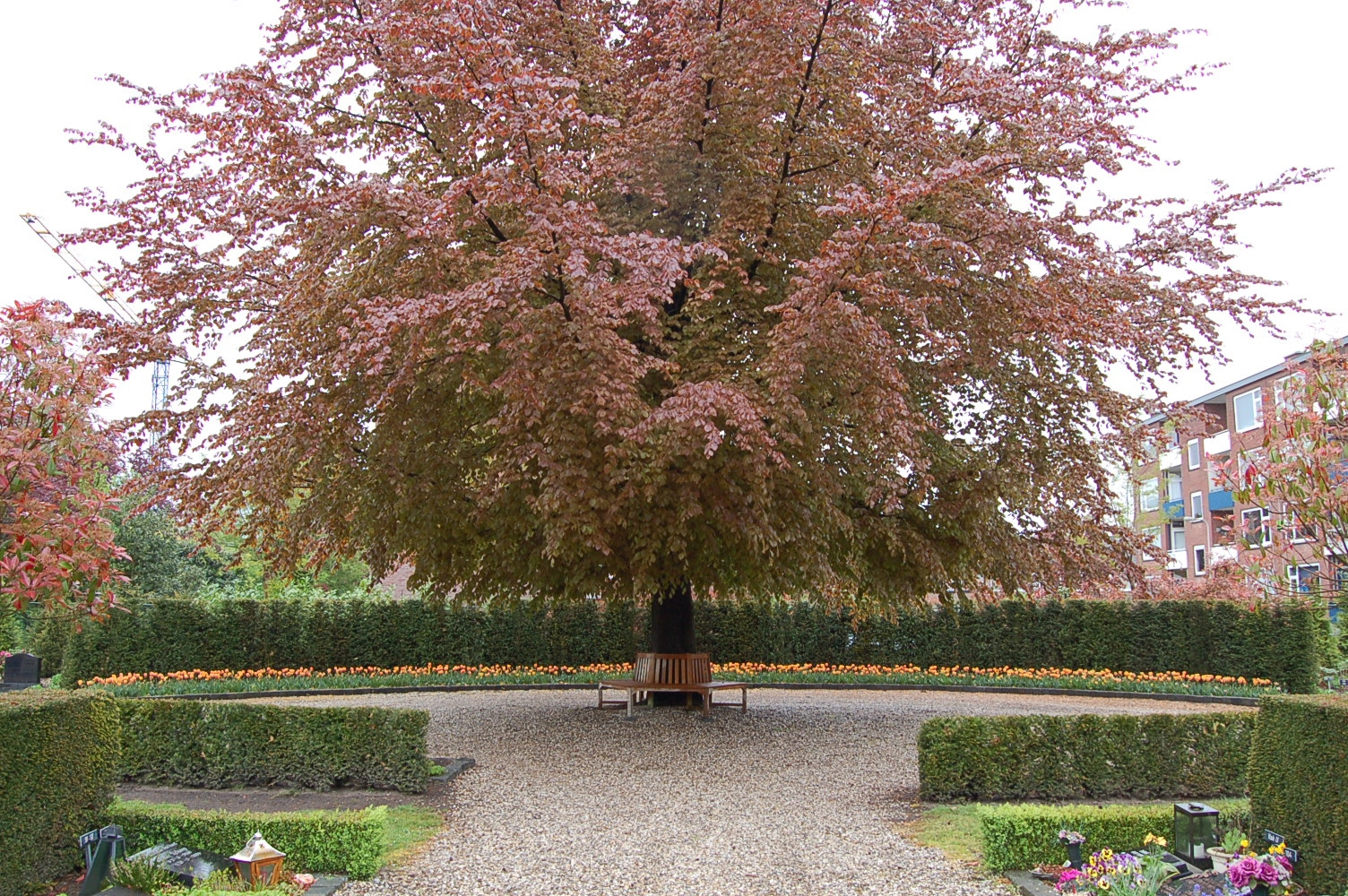
Zitgelegenheid
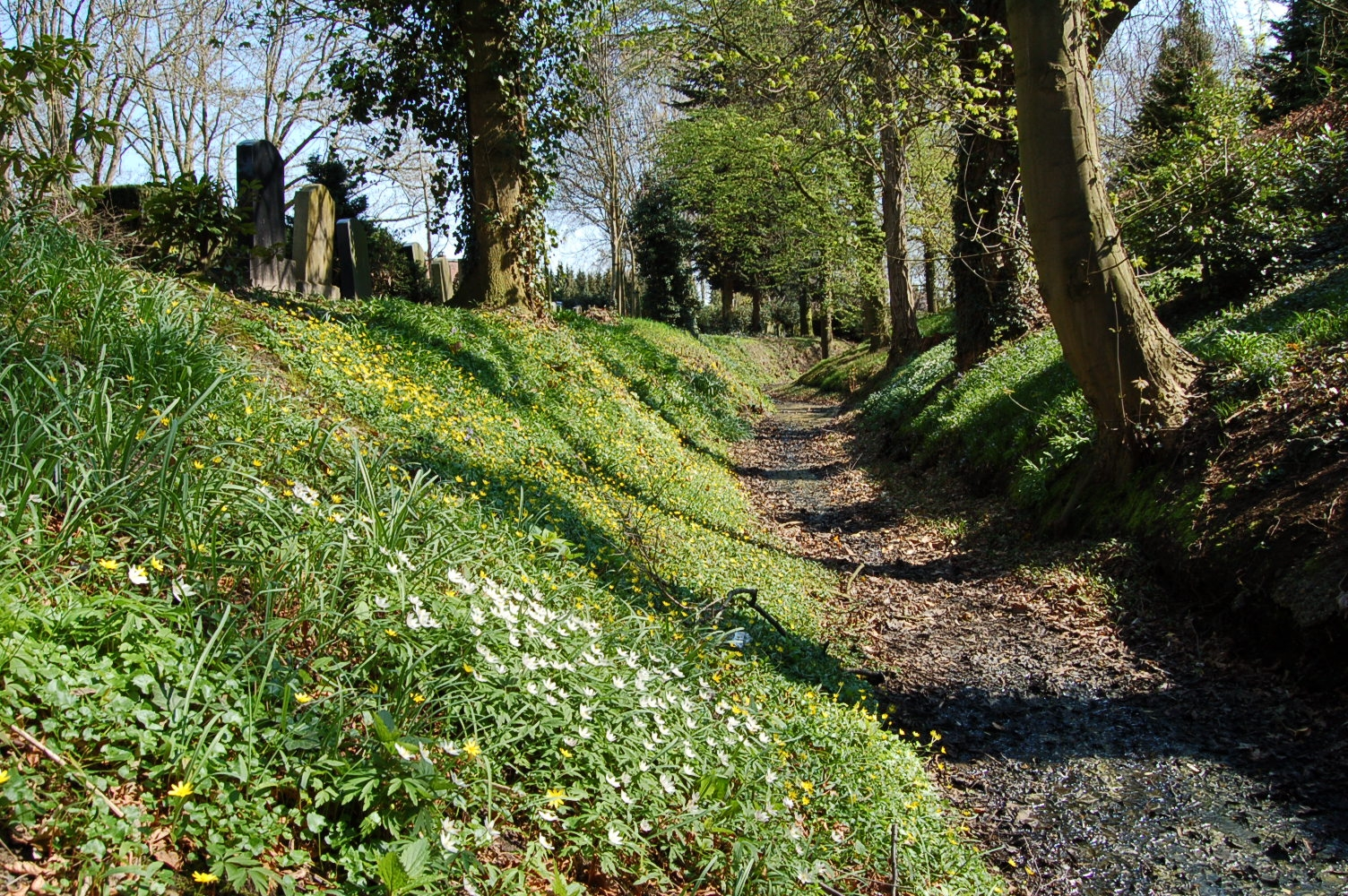
Natuur
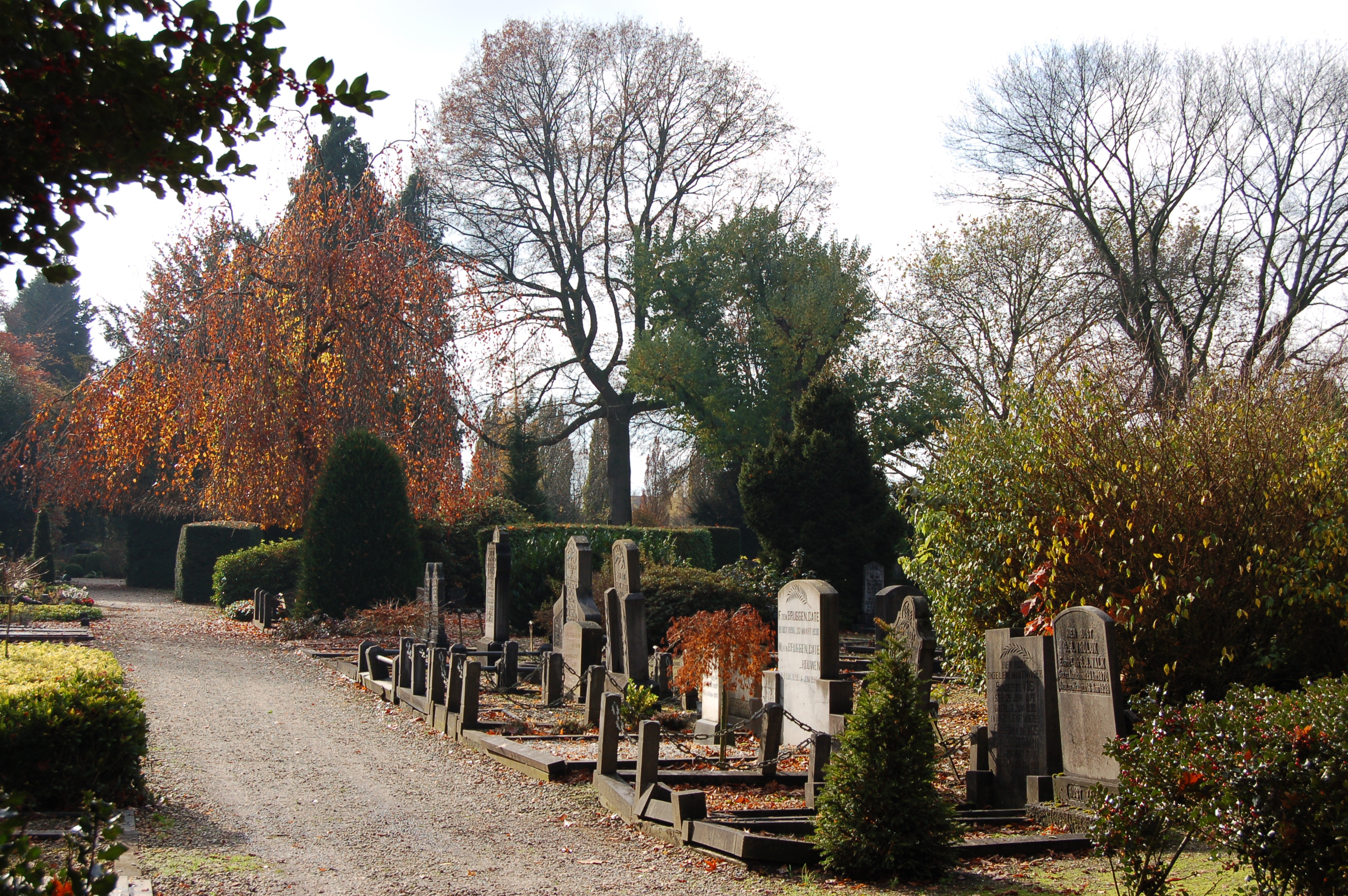
Enkele graven
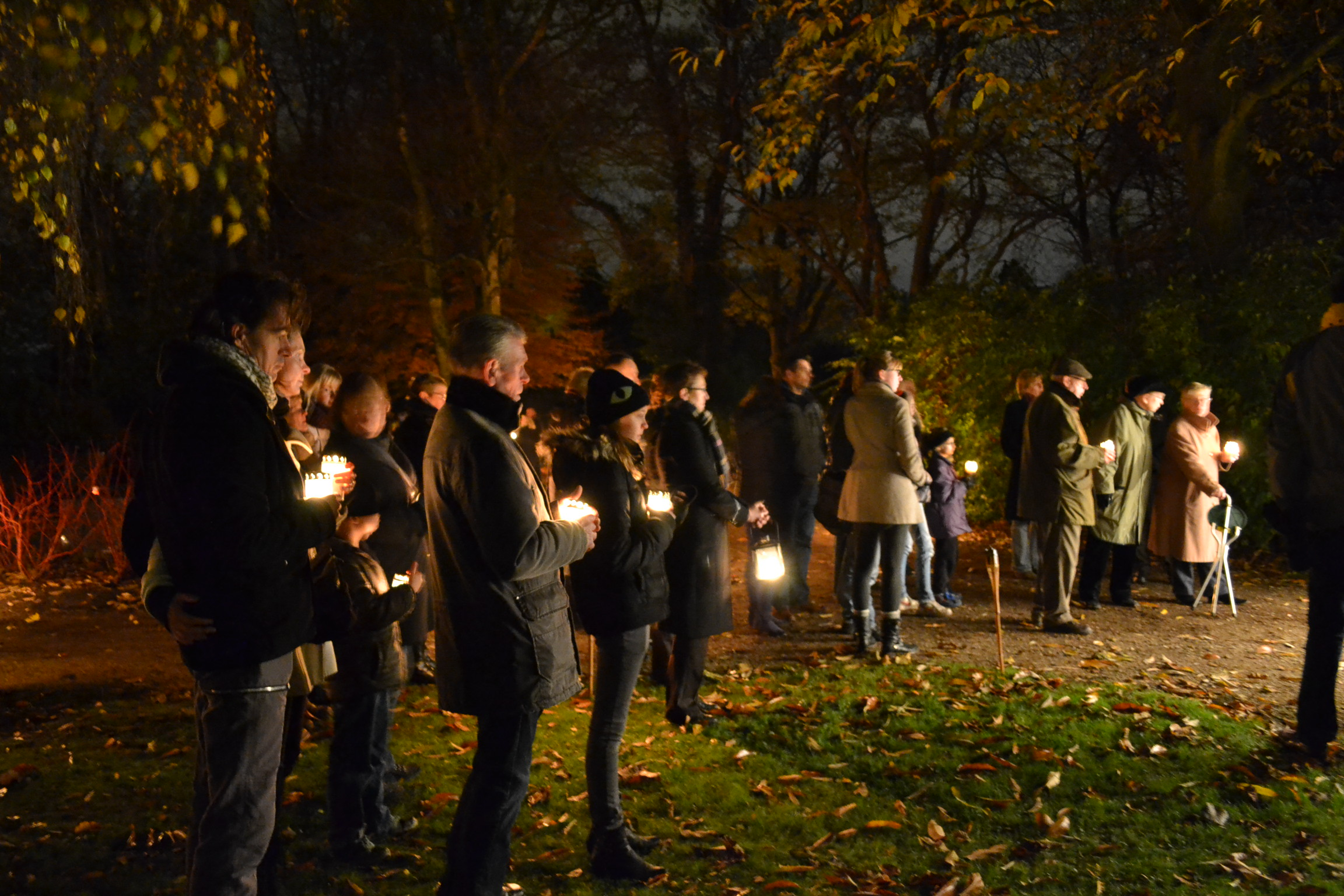
Lichtjestocht